# Mahinda V
Mahinda V fou rei d'Anuradhapura (Sri Lanka) del 1001 al 1017. Va succeir al seu germà Sena V. Va morir el 1029.

## Biografia
Fou un rei mandrós que va deixar els afers de l'estat en mans de consellers incapaços en els primers dotze anys del regnat, ni va recaptar les contribucions de les províncies que al seu torn estaven agitades. Quan el seu tresor va quedar buit va haver de tornar a la realitat amb la rebel·lió dels mercenaris malabars que formaven la major part del seu exèrcit; els rebels van assetjar el palau amb les armes a la mà, reclamant que el rei pagués la deute i que mentre no ho fes, no mengés. El rei va fugir amb les seves joies per un passatge secret i es va refugiar al districte de Ruhunu i va construir una fortalesa a una vila anomenada Sidu-pabbata, on va viure amb la reina i una filla; després d'un temps va construir una ciutat en una vila anomenada Kappagallaka des de la qual va governar sobre Ruhunu. La resta del país va estar durant aquest temps sota el govern dels malabars (cheres), carnàtics i singalesos.
El rei Chola Rajadhiraja I, assabentat de la situació a Ceilan per un tractant de cavalls, va enviar tot seguit un exèrcit important que va devastar el país, saquejant tot el que podien; van entrar als temples que tenien relíquies i s'ho van emportar tot incloent les imatges d'or; van fer presonera a la reina amb totes les joies i ornaments, incloent la corona hereditària dels reis i altres joies rellevants, una esposa que no es podia trencar i la banda sagrada del front (chinna pattika dhatu). Finalment van capturar al rei mateix al mig de la selva mercès a una traïció quan li van fer una falsa oferta de pau. Llavors els Chola van enviar al rei i el botí al seu rei al país Chola, i el comandant en cap dels Chola es va establir a Polonnaruwa com a residència des de la qual administraria el país.
Al cap d'un temps el rei Chola va tenir notícies de que el jove de 12 anys Kassapa, fill del rei presoner Mahinda V, estava per Ruhunu i el poble li mostrava molt de respecte i devoció. Va donar ordres als seus oficials de capturar al jove i els va enviar a Ceilan per complir aquest objectiu amb 95.000 homes (ja que Ruhunu era un territori extens i difícil). Els Chola van assolar Ruhunu a la recerca del príncep. Els abusos dels Chola va exasperar a la població i dos valents 
singalesos nobles anomenats Kitti i Buddha, nativus de les viles de Makkhakudrusa i Maragalla (al korales d'Atakalan) respectivament, van aixecar als habitants i van construir una fortalesa a Palutupana (Paluttha-giri) iniciant una guerra contra els Chola durant sis mesos durant els quals van anar liquidant una bona part de l'exèrcit invasor i la resta, desmoralitzats, va abandonar l'illa i la idea de capturar al jove príncep que precipitadament es va traslladar a Polonnaruwa.
Mahinda V va morir captiu dels Chola dotze anys després de la seva captura (1029)
El llibre de història xinesa Tae Ping, escrit el 983, esmenta relats dels viatgers sobre el budisme de l'illa. El Tsih-foo Yaen-kwei, escrit el 1012, també esmenta les practiques religioses; el mateix llibre esmenta el palau d'Anuradhapura que diu que era esplèndid. Tots els relats xinesos esmenten els costums singalesos; descriuen els vestits, els cabells, el tractament dels fills i infants i l'addicció al betel.
Al saber-se la mort de Mahinda V a l'illa, el poble de Ruhunu va nomenar al jove príncep Kassapa com a rei amb el nom de Vikkramabahu, i li van confirmar la seva fidelitat.